# グローブヤモリ
グローブヤモリ (Chondrodactylus angulifer) は、ヤモリ科グローブヤモリ属に分類されるトカゲである。過去には本種のみでグローブヤモリ属を形成していたが、近年の研究でビブロンヤモリ、オオフトユビヤモリ、ボタンフトユビヤモリの3種と共に、グローブヤモリ属に分類されるようになってきている。

## 分布域・形態
南アフリカ共和国を中心としてナミビアやボツワナなど、アフリカ大陸の南西部に分布する。
全長7-18センチメートルで、吻端は丸くて短い。体色は薄いオレンジ色から赤褐色と変異が大きく、暗色の網目が入ることもある。雌雄間でも体の模様に違いがあり、オスの背部には複数の白い斑点が見られる。
和名の通り、指が太くグローブのような形状に見え、接地面を広げることで砂に足を取られることなく歩くことができる。また、地面に穴を掘るのにも適している。

## 亜種
- Chondrodactylus angulifer angulifer Peters, 1870 Whorled sand gecko - 基亜種[1]
- Chondrodactylus angulifer namibiensis Haacke, 1976 ナミブグローブヤモリ Namibien sand gecko - 亜種[1]

## 生態
砂漠に生息する。趾下薄板は発達しておらず、立体活動を行わずに地表を歩行する。夜行性で、昼間は地面に穴を掘りその中で休む。
食性は動物食で昆虫類や節足動物、小型爬虫類を食べる。
繁殖形態は卵生で1回に2個ずつの卵を数回に分けて産む。

## ペットの流通
ペットとして飼育されることもあり、日本にも輸入されている。流通する多くは基亜種C.a.anguliferで、稀に亜種C.a.namibiensisが見られる。流通量が少なく入手はやや困難だが、極めて丈夫で飼育は容易である。基本的に乾燥を好み、生体の水分補給は壁面への霧吹きか、餌から摂取できる水分で問題ない。気性が荒い面があるので、扱いに気をつける。